# 劉非
江都易王劉非（前168年—前127年；諡號「易」），是漢景帝與程姬的兒子，亦是後來的漢武帝的同父異母兄弟，程姬有三子劉餘、劉非、劉端，他是第二子。汉景帝前二年（前155年）立为汝南王。七国之乱后，改封为江都王（在位27年）。劉非的兒子劉建後來被繼承了江都王的爵位，而且生了後來遠嫁烏孫的細君公主。
劉非的他的陵墓位於今日中華人民共和國江蘇省淮安市盱眙縣，在西漢時代的規模非常大，實屬罕見。這反映了當時西漢的社會已經很富裕穩定，與文景之前的殺戮連連大大不同。

## 子女

### 妾
- 淖姬(淖氏)

### 子
- 世子劉建，襲封江都王。
- 丹陽哀侯劉敢（－前122年）
- 盱台侯劉蒙之，其子为广陵王刘宫
- 胡孰頃侯劉胥行（－前112年）
- 秣陵終侯劉纏（－前113年）
- 淮陵侯劉定國

### 女
- 劉徵臣，嫁予蓋侯之子，與兄劉建通姦。

## 參见
- 董仲舒，刘非时期江都相
- 大云山江都王陵

## 延伸阅读
[在维基数据编辑]
 《史記/卷059》，出自司馬遷《史記》
 《漢書/卷053》，出自班固《漢書》

## 外部連結
- YouTube上的大雲山西漢王陵